# Plantago barbata
Plantago barbata là một loài thực vật có hoa trong họ Mã đề. Loài này được G.Forst. miêu tả khoa học đầu tiên năm 1789.